# 欣费尔登
欣费尔登是德国黑森州的一个市镇。总面积62.70平方公里，总人口9758人，其中男性4835人，女性4923人（2011年12月31日），人口密度156人/平方公里。